# Eisenbach (Hochschwarzwald)
Eisenbach (Hochschwarzwald) est une commune de Bade-Wurtemberg (Allemagne), située dans l'arrondissement de Brisgau-Haute-Forêt-Noire, dans le district de Fribourg-en-Brisgau.

## Quartiers
Eisenbach est constituée de quatre anciennes communes indépendantes qui ont fusionné : Bubenbach, Eisenbach, Oberbränd et Schollach. Les trois premières ont fusionné le 1er novembre 1972 et la dernière a été intégrée le 1er janvier 1975.

Blasons des quartiers
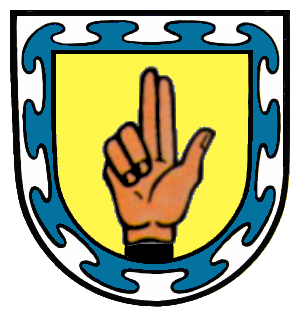
Eisenbach, ancien blason
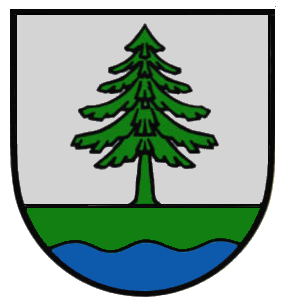
Bubenbach
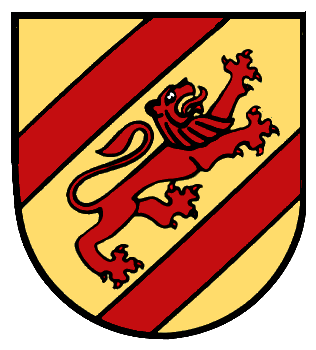
Oberbränd
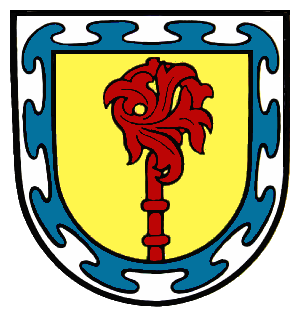
Schollach

## Personnalités
- Franz Armin Morat (1943-), collectionneur d'art, historien de l'art et fondateur de musée, est né à Eisenbach.